# مايك بيجس
مايك بيجس (بالإنجليزية: Mike Pegues)‏ مواليد 13 يناير 1978 في واشنطن العاصمة، هو مدرب كرة سلة أمريكي ولاعب سابق. بدأ مسيرته الاحترافية في سنة 2000. يبلغ طوله 6 قدم 5 بوصة (2.0 م). اعتزل اللعب في 2005.

## المسيرة الاحترافية
لعب مع كانتربيري رامز في سنة 2003، ثم لعب مع لستر رايدرز في موسم 2003–2004، ثم لعب مع أسوسيان ديبورتيفا أتيناس في الدوري الأرجنتيني في سنة 2005.